# Krai de Múrmansk
El krai de Múrmansk  (en ruso: Му́рманский край) era un nombre informal utilizado en los primeros meses de la RSFS de Rusia para referirse al territorio que corresponde aproximadamente a la actual óblast de Múrmansk. En varios momentos, el término se refirió al territorio que incluía los uyezds de Alexándrovsk y Kem, dos subdivisiones de la gobernación de Arcángel y algunas partes de la gobernación de Olónets.

## Historia
Las primeras menciones al krai de Múrmansk se remontan al período posterior a la Revolución de Febrero, cuando el poder en el krai fue asumido por el Sóviet de los Diputados de Trabajadores y Soldados de Múrmansk. el 27 de octubre de 1917, el sóviet transfirió todo su poder al recién creado Comité Revolucionario Provisional de Múrmansk; sin embargo, después de una asamblea conjunta del sóviet de Múrmansk con los representantes de las organizaciones democráticas locales el 17 de noviembre de 1917, el Comité Revolucionario fue disuelto y todo el poder retorno al sóviet.
El 18 de enero de 1918, el Congreso de Diputados de la gobernación de Arcángel declaró a la ciudad de Múrmansk como la capital del krai de Múrmansk, y en términos de autogobierno reconoció su independencia de Arcángel. Enfatizando que el sóviet de los Diputados de Arcángel no tiene autoridad sobre el sóviet de Múrmansk y que este último está directamente subordinado al Comité Ejecutivo Central de toda Rusia y al Consejo de Comisarios del Pueblo de la RSFS de Rusia.
El 2 de enero de 1918, el Consejo de Comisarios del Pueblo consideró la separación formal del krai de Múrmansk de la gobernación de Arcángel, y aunque se consideró deseable la separación, la decisión final se terminó posponiendo.
En junio de 1918, el sóviet del krai de Múrmansk llegó a un acuerdo con los representantes Aliados y los ejércitos extranjeros desembarcaron en el territorio del krai. El 2 de enero de 1918, los soviéticos perdeiron el control de la Gobernación de Arcángel, y en su lugar se estableció el Gobierno Provisional del Óblast del Norte . El 6 de enero de 1918, el sóviet del krai de Múrmansk autorizó al presidente Yuryev a acordar la inclusión de krai de Múrmansk (los uyezds de Alexándrovsk y Kem pertenecientes a la gobernación de Arcángel, una parte de la gobernación de Olónets y algunos otros territorios) en la óblast del Norte. El 15 de enero de 1918, el Gobierno Provisional de la Región Norte emitió una resolución que aceptaba al krai de Múrmansk como parte de la óblast del Norte. En octubre de 1918, se abolieron todos los sóviets y restauraron los zemstvos.
El 2 de enero de 1920, el Gobierno Provisional de la Región Norte emitió una resolución estableciendo la gobernación de Múrmansk, que incluía a las subdivisiones de los uyezds de Alexandrovsky y Kemsky de la gobernación de Arcángel y partes de la gobernación de Olónets. Sin embargo, la gobernación resultó ser de corta duración y fue abolida después de que el poder soviético en la península de Kola fuera restaurado el 21 de febrero de 1920. Alexandrovsky y Kemsky Uyezds fueron restaurados en sus fronteras de 1917.

## Composición
El territorio de Múrmansk incluía los vólosts de Kandalaksha (capital, pueblo de Kandalakcha) y Kovda (capital, pueblo de Kovda) del distrito de Kem y todo el distrito de Alexándrovsk de la provincia de Arcángel, que constaba de siete vólosts: Kola-Loparskaya (capital, ciudad de Kola), Kuzomen (capital, aldea de Kuzomen), Múrmansk-Kolonist, más tarde rebautizada como Péchenga (capital, aldea de Péchenga), Ponoi (capital, aldea de Ponoi), Teriberka (capital, campo de Teriberka), Tetrino (capital, pueblo de Tetrino) y Umba (capital, el pueblo de Umba). En el territorio del krai estaban las ciudades de Alexándrovsk, Kola y Múrmansk.